# Gary Nichols

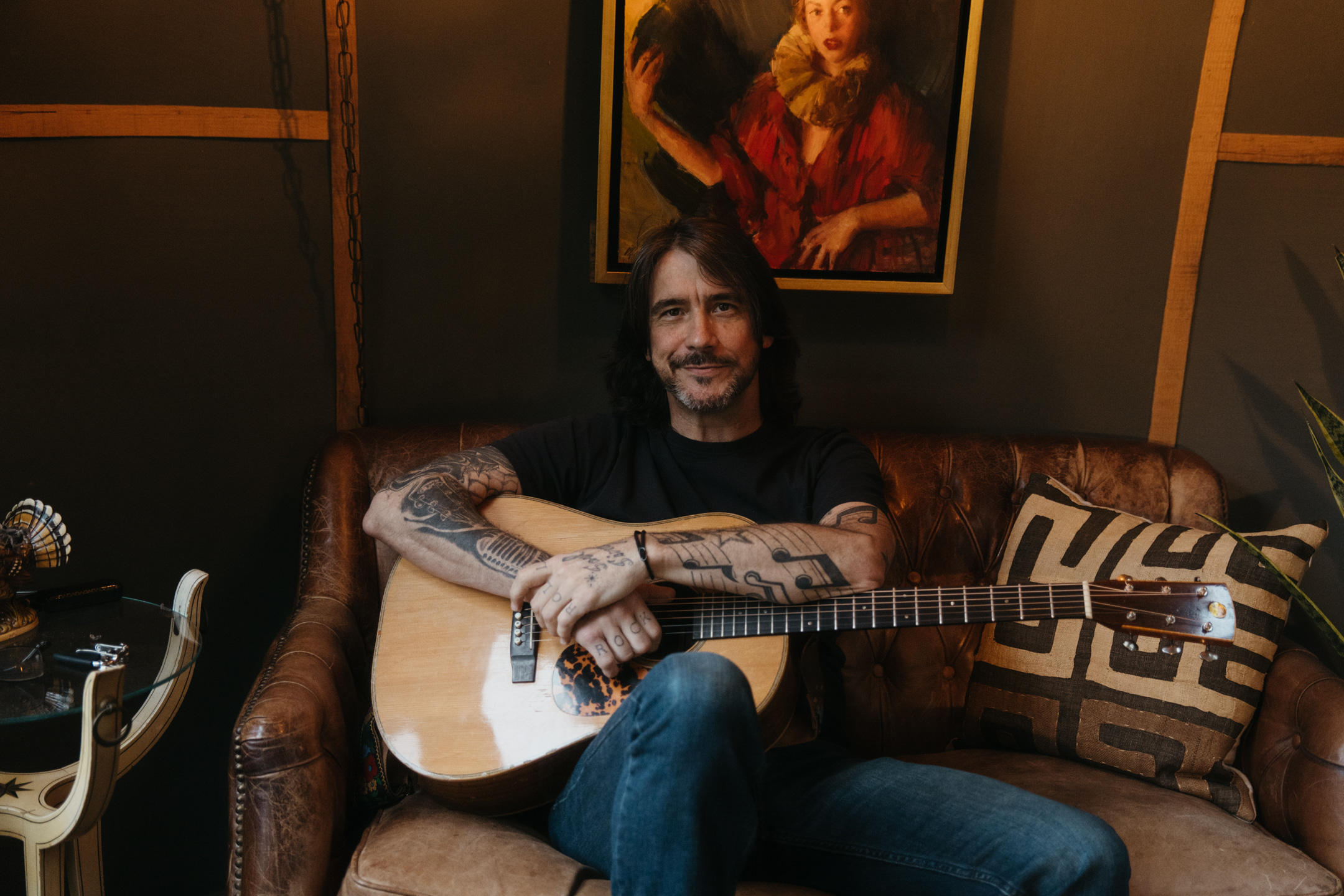

Gary Nichols (nascido em 1978) é um cantor norte-americano de música country, com contrato com a gravadora Mercury Nashville Records.

## Discografia

### Álbuns
- Gary Nichols (2007)

### Singles
| Ano  | Título                     | Posição                 | Álbum        |
| Ano  | Título                     | Hot Country Songs (EUA) | Álbum        |
| ---- | -------------------------- | ----------------------- | ------------ |
| 2006 | "Unbroken Ground"          | 39                      | Gary Nichols |
| 2007 | "I Can't Love You Anymore" | 59                      | Gary Nichols |
| 2007 | "Goin' Fast"               | --                      | Gary Nichols |